# Paragoniastrea russelli
Espèce
Statut CITES
Paragoniastrea russelli est une espèce de coraux appartenant à la famille des Merulinidae.